# 平田輝
平田 輝（ひらた あきら、1964年8月21日 - ）は、日本のシンガーソングライター、作曲家。

## 概要
鹿児島県奄美大島の名瀬市（現奄美市）出身のアコースティック・ギターやピアノの弾き語りを得意とするシンガーソングライターで、奄美観光大使も務める。張りのある高音で歌う自作のロックやバラードが魅力。
父は本場奄美大島紬の職人で、三味線で歌う奄美シマ唄が盛んな土地に生まれたが、スティング、プリンス、ブルース・スプリングスティーン、クイーン、ポール・マッカートニー＆ウイングス、T・レックス、甲斐バンドなどのロック・ミュージシャンに影響を受けて、中学時代にギターを手にし、高校時代から曲作りを始め、大学生、社会人となって数多くのロック・バンドを組んでボーカルとして活動。とりわけ、大学時代の「ワインディングロード」はヤマハポピュラーソングコンテスト全国大会に選出、また、「かかってこいこのヤローSPECIAL」はBAND EXPLOSION '87世界大会に選出されるなど、実力は高く評価された。
1993年には東芝EMIのTMファクトリーからシングル『今夜、ビートルズが街をうめつくして』をリリースし、ソロ・デビュー。同レーベルからは2年間で計シングル4作とアルバム1作をリリース、1994年からエフエム鹿児島にて『平田輝の月夜でラジオ。』、『ワンダーナイト』などのラジオパーソナリティも務めた。
また、作曲家としても大沢樹生、佐竹雅昭、ヤナギヤクインテットにも楽曲を提供、オロナミンCのCMソング『元気な背番号』を作曲した他、自ら歌う歌も京セラホテルなどの企業のイメージソングとして使用された実績があり、テレビ、ラジオの番組や舞台の音楽も手掛けている。
1999年に奄美出身のドラマー武田まゆみと結成したユニット「ネリヤ★カナヤ」では、奄美シマ唄の「いきゅんにゃ加那」、「yoisura」、「千鳥浜」などをギターやジャンベを使ったポピュラーアレンジで歌い、独特の世界観を表現するとともに、地元の若者にもシマ唄の魅力を再発見させるきっかけともなったが、2012年7月をもってユニットとしての活動を休止した。
また、2003年から8年間は本名の平田明名義でソロでも活動したが、2011年のCD『親愛なる者たちへ』作成を機に再度平田輝に戻した。
現在は会社勤めをしながら、ライブ活動やCD制作を行う他、50歳となった2014年8月21日からは人生の第二章と称して、あまみエフエムで『平田輝のガンガンレディオ!』（毎週木曜日16時、再放送22時）のパーソナリティを担当。自らが影響を受けたアーティストの紹介、趣味の映画鑑賞、読書（主に小説、コミック）、奄美大島に関する話題などを語っている。また、2019年7月より東京都江東区のレインボータウンFM『新・奄美へシンクロせよ』第一日曜日のパーソナリティーを担当（15:30-16:00）。
なお、奄美大島で実力派高校生シマ唄ユニットとして話題となり、2015年から東京で活動した「ひめまり」（住姫乃＆平田まりな、共に奄美民謡大賞受賞者）の平田まりな（あゆたーりメンバー）や奄美黒糖焼酎杜氏兼シンガーソングライターの西平せれなは姪、「グラマラス・プログレ・シティポップ・バンド」Coochewsen（クウチュウ戦）の元ベーシスト・ニシヒラユミコ（西平由美子、西平匠杜）、無敵キャンディや猫道場のギタリスト西平風雅は甥であり、彼等に音楽に興味を持たせるなど、ミュージシャンとして多大な影響を与えた。

## 略歴
1964年8月21日 - 鹿児島県名瀬市（現奄美市）生まれ。8人兄弟の6番目。
1980年 - 奄美の中学校を卒業し、熊本マリスト学園高等学校進学のために熊本県熊本市に移る。高校時代にオリジナルを100曲以上制作。
1983年 - 福島県郡山市の日本大学工学部に入学。
1985年 -日大工学部フォークソング同好会で結成したバンド「ワインディングロード」が第30回ヤマハポピュラーソングコンテストつま恋全国大会で水色あまみ名義で「ラッシュアワーの中へ」を発表し入賞。他に「お前に会いたいBlues」などを発表。
1986年-1987年 - 「唄って踊れるコミックバンド」の異名もあったロックバンド「かかってこいこのヤローSPECIAL」（Key：服部伊久夫、Gt：永戸弘幸、Gt：池田和也、Bs：福島守孝、Dr：外山敦由、Vo：平田明）を結成。「BAKUDAN FACTORY」（作詞、作曲：平田明）で、ヤマハ音楽振興会主催の「BAND EXPLOSION '87」の東北代表となり、1987年11月1日に日本武道館で行われた「BAND EXPLOSION '87 世界大会」（ヤマハ・ミュージック・クエストの前身）にも出場。他に「Hey!Brothers」、「バンプキンロードショウ族〜イナカモノを讃える唄」、「タンバリンマン」、「MIND〜1987年、夏」、「ALLEN」、「BRUTUS BRUTUS〜悪党クーデター説」、「BIG BAGGIE BULL〜ビッバッブ」などの楽曲を発表。
1988年 - 大学卒業後、東京で就職するが、大学時代の仲間と「Sons Of the Sun」を結成し、バンド活動を継続。また、当時新しかったシーケンサーを使った作曲を始める。1994年発売の「MAKE A MAGIC」もこの頃の作品。
1989年 - 音楽雑誌で募集したメンバーとロックバンド「DE・NIRO COMPLEX」を結成、原宿でストリート・ライブを行う。
1990年 - 「DE・NIRO COMPLEX」の7曲入りアルバム『D.C.ブランド』をリリース。1か月間ニューヨークで音楽修業。
1991年 - Macintosh LCIIIを購入し、作曲活動に幅を広げる。
1992年 - 大学時代の仲間とバンド「THE GAN GAN RADIO BAND」を結成。原宿ルイードでライブを開催。6月25日 - 大塚製薬オロナミンCのCMソング『元気な背番号』（ポリスター PSDC-4006）を作曲（ひらたあきら名義）。
1993年6月 - 「THE GAN GAN RADIO BAND」の5曲入CD『YELLOW ALBUM』をリリース。12月8日 - 平田輝名義で『今夜、ビートルズが街をうめつくして』（東芝EMI・TMファクトリー）をリリース、ソロでメジャー・デビュー。12月 - ニッポン放送でラジオドラマ『今夜、ビートルズが街をうめつくして』（脚本：小山薫堂）を放送。
1994年12月 - アルバム『今夜、ビートルズが街をうめつくして』をリリース。鹿児島市、名瀬市でヤナギヤクインテット（柳屋クインテット。後のVOX-IV）とジョイントホールコンサートを開催。
1994年-1995年 - エフエム鹿児島にて『平田輝の月夜でラジオ！』、『ワンダーナイト』などのラジオパーソナリティを約1年半務める。
1995年 - 大沢樹生（ポリドール）に楽曲『悲しみの華を散らして』、『戻らない夏の日』、『エンジェル・オーガズム』、佐竹雅昭（ポリドール）に『GAN GAN』を提供。7月 - 渋谷区のTAKE OFF 7でTHE GAN GAN RADIO BANDのシークレットギグを開催。12月-1996年1月 - 2度目のニューヨーク音楽修業。アフリカンダンススクール「FARETA」などで活動。
1996年8月 - 原宿ルイードでバンド「A. W. T.」（中村竜哉 Bs、小倉昌浩 Gt、田中徹 Ds）のサポートでソロライブ開催。新曲「SUNSHINEを待ってる」、「DOLPHIN JUMP！」、「永遠の夏」、「NATURAL BORN RUNNERS｝などを演奏。
1997年1月 - ヤナギヤクインテットに楽曲「ROOTS 〜 風が生まれた場所」を提供し、3月までNHK鹿児島放送局『新しい鹿児島のうた』で放送。
1998年3月 - 「平田輝バンド」（小倉昌浩 Gt、大川宗治 Gt、ウッディー渡辺 Bs、小泉信彦 Key、田中徹 Ds）を結成。アルバム『Hand-made Rainbow』をリリース。5月2日には、原宿ルイードでライブ開催。
1999年 - 東芝EMI時代の曲を含むベスト・アルバム『premiums』をリリース。7月 - ドラムス、パーカッションの武田まゆみ（mayumi）と「アマミアンユニット」ネリヤ★カナヤを結成。オリジナル曲の他にシマ唄をポピュラーアレンジで演奏。
2000年 - アルバム『CURE』をリリース。
2001年 - ネリヤ★カナヤの「YOISURA」が南日本放送『MBCニューズナウ』1月、2月のエンディングテーマとなる。ネリヤ★カナヤとして初の奄美凱旋ワンマンライブを実施。
2002年 - CM制作や古澤良治郎のサポートで奄美でライブも行う。1月27日 - 渋谷にて「夜ネヤ　島ンチュ　リスペクチュ」出演。
2003年1月 - 不惑を前に初心に戻るべく、本名「平田明」に戻し、ギター1本勝負のライブを奄美大島のASiViよりスタート。4月3日 - フジテレビ系で放送のテレビドラマ『グルメガーディアンズ』（演出：小林義則、脚本：小山薫堂、出演：石黒賢、八嶋智人、小池栄子）のテーマ音楽を提供。12月 - ソロプロジェクト「破天荒ユニット」第1弾、ギタリスト小倉昌浩とライブ開催。
2004年2月 - ソロプロジェクト「破天荒ユニット」第2弾、奄美出身のベーシスト山口健一郎と「ヤマケンVSヒラタ」とライブ開催。4月 - ソロプロジェクト「破天荒ユニット」第3弾、武田まゆみと「ネリカナでないネリカナ」ライブ開催。6月 - 2ヶ月に一度の頻度でギター1本勝負ライブを再開。この頃、舞台音楽を手がけ始める。8月22日 - 同日発売の『小説現代』に掲載された小山薫堂の小説『セレンディップの奇蹟』と同じテーマの曲を作りコラボレーション。
2005年 - 「かかってこいこのヤローSPECIAL」復活ライブを実施。
2006年 - 「かかってこいこのヤローSPECIAL」の池田和也と「たこいぬ」を結成。
2008年6月26日 - 同日放送の日本テレビの番組『トシガイ』最終回の企画で、高校の同級生である小山薫堂から楽曲アレンジとレコーディングのサプライズプレゼントを受ける。ピアノに武部聡志、ギターに鳥山雄司、アレンジに作曲家の千住明が参加。7月13日 - 東京の赤坂グラフィティにて、築秋雄主催イベント「第1回 Tokyo奄美唄祭り〜ASABANA ROCK!!」に、森圭一郎、小林成芳 with 萩原きよみ、蛇皮線ロックバンド・ティダ、明山まさしと出演。
2009年 - 「ミスターX」名義で演劇に初出演。
2011年3月12日 - 芸名を平田輝に戻し、伊勢原市の大山登山マラソン公式ソング『走るために生まれてきた』を発表。6月25日 - 福島県郡山市のレストラン・ラピスで行われた東日本大震災チャリティーコンサートに出演。7月1日 - 11年ぶりのアルバム『親愛なる者たちへ』をリリース。東京都港区南青山MANDALAなどでソロライブを活発化。10月1日 - 第44回伊勢原観光道灌まつり 2011 in 伊勢原でライブ。
2012年7月 - 「ネリヤ★カナヤ」の活動を休止。11月1日 - バラードを集めたベストアルバム『リメイクスBEST』をリリース。
2013年3月10日 - 第28回大山登山マラソン開会式でライブ。6月28日 - 奄美市のASiViで平田輝バンドコンサート2013を開催。6月29日 - 奄美市のASiViでかかってこいこのヤローSPECIAL復活ライブを開催。12月8日 - シングルCD『メビウスの輪指∞青空』をリリース。12月21日 - 東京都品川区の音楽実験室新世界で行われたしーまブログ プレゼンツ「Dear どぅし でぃや。」忘年会ライブに出演。平田輝バンドの後期メンバーで、姪、甥のパーカッショニスト西平せれな（元「ノチ圃ド」）、ベーシスト西平由美子（匠杜）（プログレッシブ・ロック・バンド「クウチュウ戦」）も、ギタリスト西平風雅（パンク・ロック・バンド「寸止海峡」、「猫道場」、「無敵キャンディ」）と「西平姉妹とタミーおじさん」として共演した。12月22日 - 東京都新宿区のライブハウスRUIDO K4で行われた「Merry 島人'mas」に出演。
2014年2月2日 - 東京都渋谷区ライブハウスClub Asiaで行われたしーまブログ プレゼンツ「Dear どぅし でぃや。」拡大版に出演。サポートはあっこ、池田和也。3月9日 - 第29回大山登山マラソン開会式で生ライブ。前日は本厚木で前夜祭ライブに出演。6月27日 - 奄美市のASiViで「平田輝 with BARAKA」ワンマンライブを開催。6月28日 - 奄美市のASiViでマテリヤ（Gt、Vo：平田輝、Bs：依知川伸一）が、BARAKA、濱田洋一郎と商工水産ズ、The★Cano-pus、Nanaとタイバンライブを開催。8月13日 - 東京都世田谷区下北沢の251で「シンガーソングライターの逆襲！」ライブに穐田“C9”哲也、平田輝バンド、ヤマシタナオキが出演。8月22日 - 東京都港区南青山のMANDALAで50歳記念平田輝バンドワンマンライブ開催。12月7日 · 東京都新宿区の四谷SOUND CREEK Doppoでゴダイゴの浅野孝巳と「平田輝with浅野孝巳」ライブ開催。
2015年1月16日 - 東京都渋谷区のマウントレーニアホールでワンマンライブ開催。BARAKAがサポート。6月26日、27日 - 奄美市のASiViで「平田輝 2days ASiViライブ2015」ワンマンライブ、タイバンライブを開催。ギタリストとしてゴダイゴの浅野孝已がサポート。
2016年6月25日 - 東京都渋谷区のマウントレーニアホールで「同じ夢を見よう2016〜ROAD TO BUDOKAN①〜」ワンマンライブ開催。中尾ミエバンドリーダーのベーシスト山口健一郎、パーカッショニストスティーヴ エトウらがサポート、元世良公則&ツイストのふとがね金太、ゴダイゴの浅野孝巳らがサプライズゲストとして登場。7月24日 - 東京都港区の赤坂BLITZで小山薫堂プロデュースによるワンマンライブ「ひとつになろうガンガン祭」開催。
2017年4月10日 - 東京都世田谷区の東京都立光明学園の開校式で式歌「僕らは翼を持っている」を歌唱し披露。7月21日 - 東京都港区青山の草月ホールで「同じ夢を見よう2016〜ROAD TO BUDOKAN②〜」ワンマンライブ開催。8月1日 - アルバム『ガレージソングス』発売。
2018年1月14日 - 東京都渋谷区のマウントレーニアホールで「同じ夢を見よう2016〜ROAD TO BUDOKAN③〜」ワンマンライブ開催。

## ディスコグラフィ

### アルバム
- 『今夜ビートルズが街をうめつくして』（平田輝。1994年12月7日。TMファクトリー TOCT-8737）
  - 全作詞・作曲：平田輝　全編曲：山内薫

1. 心でつながっていよう
2. Sweet Love Song スウィート・ラヴ・ソング
3. 悲しんではいられない
4. デジャヴュ 〜そして虹へ〜
5. STAY
6. ラストダンス 〜月夜のしずく〜
7. 今夜、ビートルズが街をうめつくして
8. 泣いてもいい

- 『Hand-made Rainbow』（平田輝。1998年）
  - 全作詞・作曲・編曲：平田輝

1. この瞬間（とき）を忘れない[Intoroduction]
2. 翼を持った少年
3. Sunshineを待ってる
4. Everyday
5. 愛は七つの海を越えて
6. Matzchen＜メッヘン＞
7. 虹向こうの少年飛行団
8. MIND 〜1987年、夏〜

- 『premiums』（平田輝。1999年）

1. 今夜、ビートルズが街をうめつくして
2. 心でつながっていよう
3. GAN GAN
4. Soul Gate 〜魂の扉〜
5. Sweet Love Song
6. MAKE A MAGIC
7. TOKYO DAIMOND CLUB
8. 風が生まれた場所へ
9. 泣いてもいい
10. 夢の涯てまでも
11. ラストダンス 〜月夜のしずく〜
12. STAY
13. ヒッピーたちのパレード 〜BUN BUN BUN〜
14. INTERLUDE 〜 Hand-made Rainbow
15. 悲しんではいられない
16. 想い焦がれて

- 『CURE』（平田輝。2000年）
  - 8以外全作詞・作曲・編曲：平田輝

1. CURE
2. Silent Shoutの空に
3. あぁ神様
4. 祈るように
5. YORE-BORO 〜 よれよれスーツとおんぼろギター
6. 夢の夢のその夢
7. 天使の詩
8. 尚子ロード（作詞：前田東三・編曲：ネリヤ★カナヤ）
9. …＜NO TITLE＞

- 『親愛なる者たちへ』（平田輝。2011年7月1日  ALHM-0007）
  - 全作詞・作曲・編曲：平田輝

1. さらば友よ
2. 走るために生まれてきた
3. 男達のバラード
4. 絹の道標 (solo version)
5. デリシャス
6. 無限の星
7. 永くどこまでも続く道
8. ミスターミッドナイト
9. セレンディップの奇跡
10. 生きてることは幸いだ! 〜surprise & happiness〜
11. あぁ神様 (acoustic version)
12. 同窓会 〜for old boys & girls〜

- 『リメイクスBEST』（平田輝。2012年11月1日 ALHM-0008）
  - 特記以外全作詞・作曲・編曲：平田輝

1. YOISURA ーSolo Vesion-（奄美シマ唄。補作詞・補作曲：平田輝）
2. 泣いてもいい
3. 心でつながっていよう
4. 悲しんではいられない
5. 想い焦がれて
6. 今夜、ビートルズが街をうめつくして
7. ラッシュアワーの中へ（作詞・作曲：水色あまみ）

- 『第二章―敗者復活戦―』（平田輝。2014年9月1日 ALHM-0010）
  - 特記以外全作詞・作曲・編曲：平田輝

1. つばさII ―はばたく―
2. ひとつになろう
3. かけがえのないひと
4. 優しい巨人
5. 勇者たちよ
6. たまとも（魂の友）
7. プロペラ
8. ワンダーランド号に乗って
9. 陽子 ―She's my Sunshine―
10. 哲学的ラブソング
11. シマウタに出会って（Akko & Akiraバージョン）（歌：アッコ、平田輝、作詞：スタローズ）
12. ほこらしゃなブルース（作詞、作曲、編曲：平田輝、台詞：アッコ）
13. MY LOVE SONG ―名もなき歌―（作詞、作曲、編曲：平田輝）
14. つばさI ―ふたたび―（作詞、作曲、編曲：平田輝）

- 『ザ・ハンドメイズ』（平田輝。2015年8月21日 ALHM-0011）
  - アルバム『Hand-made Rainbow』と『CURE』を全部収録した600枚限定再発売。
  - 特記以外全作詞・作曲・編曲：平田輝

1. この瞬間（とき）を忘れない[Intoroduction]
2. 翼を持った少年
3. Sunshineを待ってる
4. Everyday
5. 愛は七つの海を越えて
6. Matzchen＜メッヘン＞
7. 虹向こうの少年飛行団
8. MIND 〜1987年、夏〜
9. CURE
10. Silent Shoutの空に
11. あぁ神様
12. 祈るように
13. YORE-BORO 〜 よれよれスーツとおんぼろギター
14. 夢の夢のその夢
15. 天使の詩
16. 尚子ロード（作詞：前田東三・編曲：ネリヤ★カナヤ）
17. Untitled

- 『ガレージソング』（平田輝。2017年8月1日 ALHM-0013）
  - 特記以外全作詞・作曲・編曲：平田輝

1. ガレージソング
2. 青春（作詞：小山薫堂）
3. 時代遅れの夢追い人よ-THE SAMURAI DREAMERS-
4. 奇跡を待つ夏のために
5. ありがとう -for Mother's day-
6. サイレントナイト2017
7. ネリアの森 -Solo Ver.-
8. ハルカナ -Solo Ver.-
9. 風の道をゆけ
10. 永遠の夏
11. THE SAMURAI DREAMERS - 時代遅れの夢追い人よ English Ver.-

### シングル
- 『今夜、ビートルズが街をうめつくして』（平田輝。1993年12月8日。TMファクトリー TODT-3143）
- 『ラストダンス〜月夜のしずく〜』（平田輝。1994年7月6日。TMファクトリー TODT-3172）
  - 作詞・作曲：平田輝　編曲：山内薫

1. ラストダンス〜月夜のしずく〜 - テレビ朝日『ドッペルゲンガー』エンディングテーマ。
2. 悲しんではいられない
3. ラストダンス〜月夜のしずく〜 （Original Karaoke）

- 『心でつながっていよう』（平田輝。1994年11月23日。TMファクトリー TODT-3349）
  - 作詞・作曲：平田輝　編曲：山内薫

1. 心でつながっていよう - 京セラホテルCMイメージソング
2. MAKE A MAGIC - '94鈴鹿8時間耐久レースビデオイメージソング
3. 心でつながっていよう（Original Karaoke）

- 『夢の涯てまでも』（平田輝。1995年3月29日。TMファクトリー TODT-3455）

1. 夢の涯てまでも（作詞、作曲：平田輝、編曲：関島雅樹） - 住通チェーンCMイメージソング
2. 夢の涯てまでも（Original Karaoke）

- 『メビウスの輪指∞青空』（平田輝。2013年12月8日 ALHM-0009）
  - 特記以外作詞・作曲・編曲：平田輝

1. メビウスの指輪
2. 青空
3. アイスベキセカイ
4. シマウタに出会って（歌・作詞：スタローズ）

- 『走るために生まれてきた WE WERE BORN TO RUN』（平田輝。2014年3月9日 大山登山マラソン記念非売品）
  - 作詞・作曲・編曲：平田輝

1. 走るために生まれてきた
2. 青空
3. 平田輝CDダイジェスト
4. 走るために生まれてきた（カラオケ）

- 『風が生まれた場所へ』（平田輝。2016年7月25日 ほこら舎 ALHM-0012）全曲カラオケ付。
  - 作詞・作曲・編曲：平田輝

1. 風が生まれた場所へ
2. 新しい物語 - NeXT MOVEイメージソング
3. ビタミンダッシュ!〜僕はイルカ〜 - NeXT MOVEイメージソング
4. ハッピーバースデイ☆サンバ）
5. 南の島のクリスマス

- 『十年に一度咲く花』（平田輝。2019年10月20日 ほこら舎 ALHM-0015）
  - 特記以外作詞・作曲・編曲：平田輝

1. 十年に一度咲く花～アカイソテツⅠ（作詞：東海林良）
2. 赤い蘇鉄～アカイソテツⅡ（作詞：東海林良）
3. 赤くなるほど毒になる～アカイソテツⅢ（作詞：東海林良）
4. MY LOVE SONG～名もなき歌～<Short ver.>
5. 奄美の風 AMAMI WE ARE THE WORLD - レインボータウンFM『新・奄美へシンクロせよ』オープニングテーマ

### 参加作品

#### ワインディングロード
- 「ラッシュアワーの中へ」／「哀しいくらいJEWEL OCEAN」（1986年）

#### DE・NIRO COMPLEX
- 『D.C. ブランド』（1990年。COVERS-1）

#### THE GAN GAN RADIO BAND
- 『YELLOW ALBUM』（1993年6月。COVERS-2）

#### ネリヤ★カナヤ
- 『太陽／ティダ』（1999年11月）

1. いきゅんにゃ加那（奄美シマ唄）
2. 悲しみの華を散らして（作詞・作曲：AKIRA）
3. Interlude 〜 ハマオレ（作詞・作曲：mayumi）
4. TOKYO DIAMOND CLUB（作詞・作曲：AKIRA）
5. ネリヤ★カナヤ（作詞・作曲：AKIRA）
6. HAMA-OLE（作詞・作曲：mayumi）

- 『島魂／MABURI』（2000年9月）

1. MABURI（作詞・作曲：mayumi）
2. たんぽぽ（作詞・作曲：AKIRA）
3. 月の時間（作詞・作曲：mayumi）
4. 切ない夜のラブソング（作詞・作曲：AKIRA）
5. PA+PA+RA（作詞・作曲：AKIRA）
6. YOISURA 〜よいすら節〜（奄美シマ唄）
7. ROCK調（奄美シマ唄）
8. Epiloge〜maburi〜（作詞・作曲：mayumi）

- 『YOISURA』（2001年1月）

1. YOISURA 〜よいすら節〜 - 南日本放送『MBCニューズナウ』エンディングテーマ（2001年1月、2月）
2. わくわくへとの（作詞・作曲：平田明）
3. わくわくへとの（カラオケ）

- 『ほこらしゃ』（2002年5月 ALHM-0006）

1. イトゥ（仕事唄）
2. You-La-oh!
3. 夕日（作詞・作曲：mayumi）
4. ぐ〜すか（作詞・作曲：平田明）
5. ヌシュマイラン＜何もいらない＞（作詞・作曲：平田明）
6. ワイド節（作詞：中村民郎　作曲：坪山豊）
7. 千鳥浜＜チジュリハマ＞〜Soul of Island（奄美シマ唄）
8. ほこらしゃ（作詞、作曲：mayumi）

- 『シマウタBEST』（AMAMI-0002）

1. YOISURA 〜featuring中孝介〜
2. ワイド節（作詞：中村民郎　作曲：坪山豊）
3. 行きゅんにゃ加那
4. イトゥ
5. 千鳥浜
6. ROCK調

- 『HALKANA―ハルカナ―』（AMAMI-0003）

1. ASABANA（奄美シマ唄）
2. 一切朝花（ちゅっきゃりあさばな）（奄美シマ唄）
3. トゥディナサ（作詞・作曲：mayumi）
4. 絹の道標（作詞・作曲：平田明）
5. 豊年節（奄美シマ唄）
6. びわの木のうた（作詞・作曲：平田明）
7. すっとごれ（作詞・作曲：平田明）
8. HAL-KANA（ハルカナ）（作詞・作曲：平田明）
9. 星の子守唄（作詞・作曲：mayumi）

#### 横浜DeNAベイスターズ
- 『勇者の遺伝子』（2013年3月）

1. 勇者の遺伝子（作詞：森雪之丞、作曲：布袋寅泰、歌：猪狩秀人、高田三郎、平田輝ほか） - 横浜DeNAベイスターズ応援歌

## 書籍
- 『あきらめない〜 51年目の本気〜 』（文：平田輝、うぉんばっと、イラスト：うぉんばっと。2015年7月24日、ほこら舎ミュージック）
- 『神様のおくりもの』（文、イラスト：うぉんばっと、監修：平田輝。2017年7月21日、ほこら舎ミュージック）